# Most čez Ljubljanico na progi Ljubljana–Grosuplje
Most čez Ljubljanico na železniški progi Ljubljana–Grosuplje leži na delu Dolenjske proge, ki se v Grosupljem razcepi v več krakov.
Most je jeklena ločna konstrukcija s svetlo odprtino 33,5 metra. Projekt za most je bil izdelan leta 1892, gradnjo obrežnih opornikov pa so začeli marca 1893. Jekleno mostno konstrukcijo so izdelali v delavnici Ig. Gridl na Dunaju. Ko je bil most zgrajen konec leta 1893, je bila izvedena tudi obremenilna preizkušnja.
V skladu s povečano prometno obremenitvijo je bilo treba leta 1939 jekleno konstrukcijo ojačati. Dela je izvedla Mostovna delavnica iz Ljubljane.
Zadnja ojačitev je bila izvedena leta 1971.